# Il resto della notte
Il resto della notte è un film del 2008 scritto e diretto da Francesco Munzi.

## Trama
In una Torino notturna dalle atmosfere lugubri si intrecciano le vite della famiglia borghese Boarin, di un tossicodipendente e di due fratelli clandestini; il destino di tutti è legato ad una rapina nella villa dei Boarin.

## Distribuzione
Presentato nella Quinzaine des Réalisateurs del Festival di Cannes, il film è uscito nelle sale italiane il 20 giugno 2008, incassando 186.993 euro.

## Riconoscimenti
Il film è stato candidato al Premio LUX.

## Critica
- Il Dizionario Morandini assegna al film due stelle e mezzo su cinque e afferma che nonostante le qualità, non è un film riuscito[4]